# 扶溝県
扶溝県（ふこう-けん）は中華人民共和国河南省周口市に位置する県。

## 行政区画
- 街道:桐丘街道、扶亭街道
- 鎮:崔橋鎮、江村鎮、白潭鎮、韭園鎮、練寺鎮、大新鎮、包屯鎮、汴崗鎮
- 郷:曹里郷、柴崗郷、固城郷、呂潭郷、大李荘郷、城郊郷